# Sean Spicer
Sean Michael Spicer (sinh ngày 23 tháng 9 năm 1971) là một trợ lý chính trị người Mỹ, từng là Thư ký báo chí Nhà Trắng thứ hai mươi tám và là Giám đốc Truyền thông Nhà Trắng dưới thời Tổng thống Donald Trump năm 2017. Spicer là giám đốc truyền thông của  Ủy ban Quốc gia đảng Cộng hòa từ 2011 đến 2017, và chiến lược gia trưởng từ 2015 đến 2017.
Trong thời gian làm thư ký báo chí Nhà Trắng, Spicer đã đưa ra một số tuyên bố công khai gây tranh cãi và sai lệch, và ông đã phát triển mối quan hệ gây tranh cãi với đoàn báo chí Nhà Trắng.
Trường hợp đầu tiên như vậy xảy ra vào ngày 21 tháng 1 năm 2017, một ngày sau khi ông Trump nhậm chức.  Spicer lặp lại tuyên bố rằng đám đông trong lễ nhậm chức của Trump là lớn nhất từ trước đến nay tại một sự kiện như vậy và báo chí đã cố tình ước tính thấp số lượng khán giả. Sau khi tuyên bố này bị chỉ trích rộng rãi, trợ lý của Trump, Kellyanne Conway, nói rằng Spicer đã trình bày cái mà bà gọi là "sự kiện thay thế" liên quan đến số lượng tham dự lễ nhậm chức.
Spicer đã từ chức Thư ký báo chí Nhà Trắng vào ngày 21 tháng 7 năm 2017, mặc dù ông vẫn ở Nhà Trắng trong một khả năng không xác định cho đến ngày 31 tháng 8. Kể từ khi rời Nhà Trắng, Spicer đã xuất bản The Briefing: Politics, the Press, and the President và xuất hiện với tư cách thí sinh trong phần 28 của mùa 28 của Dancing With the Stars.